# Chuck Rainey

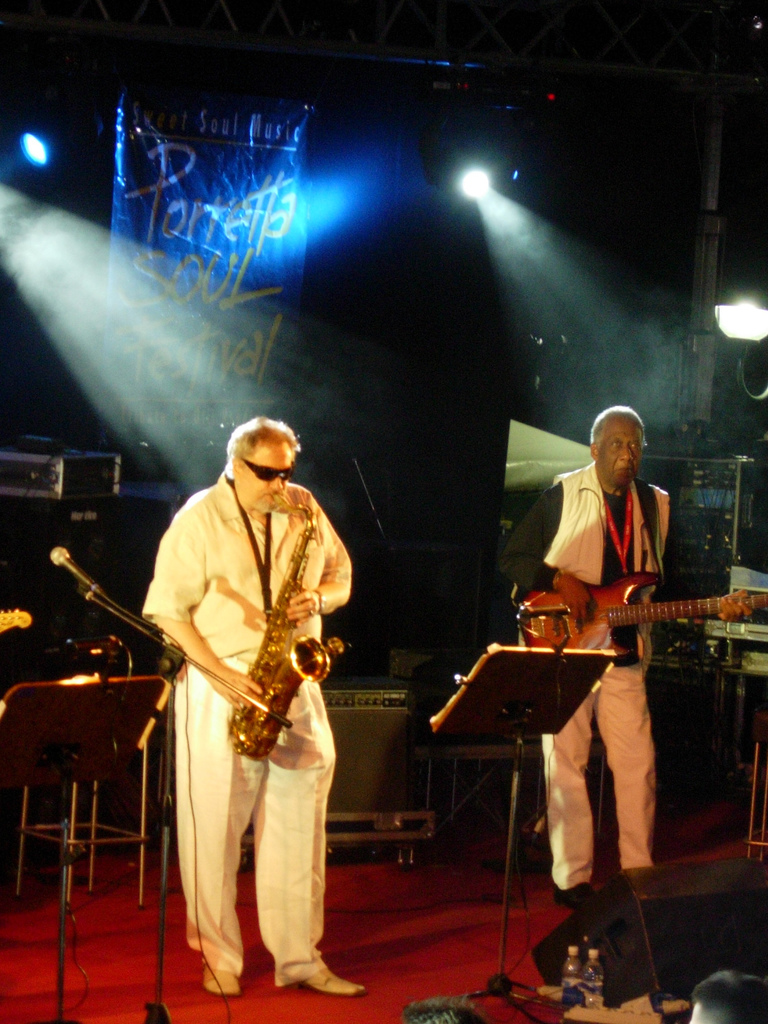
Chuck Rainey (rechts)

Chuck Rainey (* 17. Juni 1940 als Charles Walter Rainey III in Cleveland, Ohio) ist ein amerikanischer Bassgitarrist, der im Pop- und Jazzbereich aktiv ist.

## Leben und Wirken
Rainey lernte zunächst Violine und Klavier, dann schloss sich Trompete und auf dem College Tenorhorn an. Während seiner Armeezeit spielte er Rhythmusgitarre in lokalen Bands, bevor er bei Big Jay McNeely als Bassist engagiert wurde. In den nächsten Jahren spielte er bei Sil Austin (1961–1962) und Sam Cooke (1963), bevor er von 1964 bis 1968 Mitglied der Band von King Curtis war. Dann arbeitete er hauptsächlich als gefragter Studiomusiker, etwa mit Al Kooper und The Supremes. Er nahm seit 1968 auch mit Jazzmusikern wie Grant Green, David Newman, Cal Tjader, Quincy Jones, Jerome Richardson, Grady Tate, Mose Allison, Gene Ammons, Eddie Harris, Dr. Lonnie Smith (Mama Wailer) und Louis Armstrong auf. 1969 spielte er auf Larry Coryells Debütalbum und auf Dizzy Gillespies Album The Real Thing (1970). Mit Gato Barbieri und mit Eddie Vinson trat er 1971 auf dem Montreux Jazz Festival auf und wirkte im selben Jahr auf Barbieris Album El Pampero mit.
1972 veröffentlichte er sein erstes Solo-Album The Chuck Rainey Coalition, auf dem weitere Studiomusiker wie Richard Tee, Warren Smith, Specs Powell, Eric Gale, Bernard Purdie, Herb Lovelle, Cornell Dupree und Billy Butler beteiligt waren. Im gleichen Jahr zog er nach Los Angeles und arbeitete weitere in der Bigband von Quincy Jones und in den Studios. Er war an mehreren Alben von Steely Dan beteiligt (Pretzel Logic, Gaucho und Aja) und nahm auch mit Musikern wie Aretha Franklin, Bobbi Humphrey, David Clayton-Thomas, Donald Byrd (Stepping Into Tomorrow 1974), Yusef Lateef, Bette Midler, Marvin Gaye, Dusty Springfield oder Ry Cooder auf. Im November 2011 erlitt Rainey einen Schlaganfall.

## Diskographische Hinweise
- The Chuck Rainey Coalition (1972, Skye Records)
- Born Again (1981, Hammer ’N Nails)
- Hangin’ Out Right (Char Walt Records, 1998)

## Lexigraphische Einträge
- Wolf Kampmann (Hrsg.), unter Mitarbeit von Ekkehard Jost: Reclams Jazzlexikon. Reclam, Stuttgart 2003, ISBN 3-15-010528-5.
- Martin Kunzler: Jazz-Lexikon. Band 1: A–L (= rororo-Sachbuch. Bd. 16512). 2. Auflage. Rowohlt, Reinbek bei Hamburg 2004, ISBN 3-499-16512-0.